# 61402 Франсісеверітт
61402 Франсісеверітт (61402 Franciseveritt) — астероїд головного поясу, відкритий 25 серпня 2000 року.
Тіссеранів параметр щодо Юпітера — 3,430.